# Vénissieux
Vénissieux är en stad och kommun i departementet Rhône i regionen Auvergne-Rhône-Alpes i östra Frankrike. Kommunen är chef-lieu över 2 kantoner som tillhör arrondissementet Lyon. År 2022 hade Vénissieux 66 701 invånare.
Vénissieux är den andra största förorten till Lyon och ligger sydöst om staden. Den 11 december 1992 började Lyons tunnelbanas Linje D stanna på stadens station, Gare de Vénissieux.

## Befolkningsutveckling
Antalet invånare i kommunen Vénissieux
| Referens: INSEE |